# Emmesomia bilinearia
Emmesomia bilinearia là một loài bướm đêm trong họ Geometridae.